# Агаев, Гасан-бек Мешади Гусейн оглы
Гасан-бек Мешади Гусейн оглы Агаев (азерб. Həsən bəy Məşədi Hüseyn oğlu Ağayev; 1875, Елизаветполь — 19 июля 1920, Тифлис) — азербайджанский врач, публицист, общественный и политический деятель, заместитель председателя парламента Азербайджанской Демократической Республики.

## Биография
В 1901 Гасан-бек Агаев окончил медицинский факультет Московского университета на средства Г. З. Тагиева. Занимался врачебной деятельностью и журналистикой, сотрудничал с газетами «Иршад», «Тарагги» и «Хагигат», где редакторами были Ахмед-бек Агаев и Узеир Гаджибеков. В своих статьях указывал на необходимость устранения социальных причин заболеваний населения. Активно участвовал в общественной и культурной жизни Баку.
На втором съезде учителей (1907) Али-бек Гусейнзаде был избран председателем собрания, Агаев — его заместителем, Узеир Гаджибеков — секретарём. Во время первого (1911) и второго (1913) съездов представителей кавказских городов в Тифлисе елисаветпольский городской санитарный врач Гасан-бек Агаев представлял родной город.
В 1917 году был избран членом ЦК партии тюркских федералистов, в июне того же года — членом ЦК «Мусават». Избран в Всероссийское учредительное собрание в Закавказском избирательном округе по списку № 10 («Мусульманский национальный комитет и Мусават»). В декабре 1917 года избран депутатом Закавказского сейма.

Мусульманское кладбище в Тбилиси, бюст Агаева

7 декабря 1918 года Агаев был избран заместителем председателя парламента АДР. Будучи парламентским корреспондентом и впоследствии назначенный редактором газеты «Азербайджан», Гаджибеков часто встречался с ним. Они испытывали чувство глубокого уважения друг к другу.
Гасан-бек Агаев был убит армянскими террористами 19 июля 1920 года в Тифлисе. Убийство было осуществлено в рамках террористической операции «Немезис» в качестве возмездия за резню армян в Баку в сентябре 1918 года. Похоронен на мусульманском кладбище в Тифлисе рядом с могилой азербайджанского драматурга М. Ф. Ахундова (ныне — Пантеон выдающихся азербайджанцев на территории Ботанического сада).

Предметы, принадлежавшие Гасан-беку Агаеву, хранящиеся в Музее истории Азербайджана
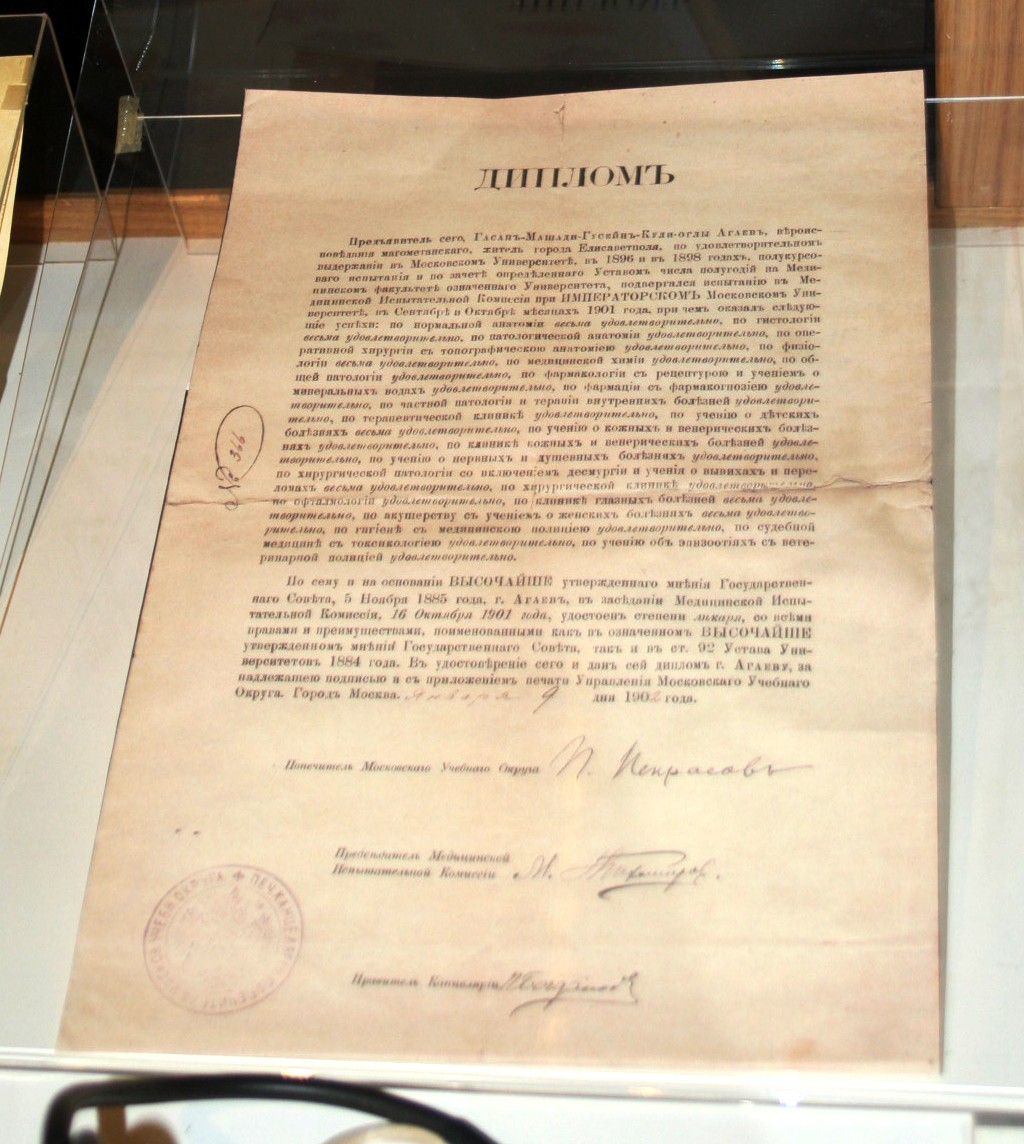
Диплом Московского университета, вручённый 16 октября 1901 с подписью попечителя Московского учебного округа П. Некрасова
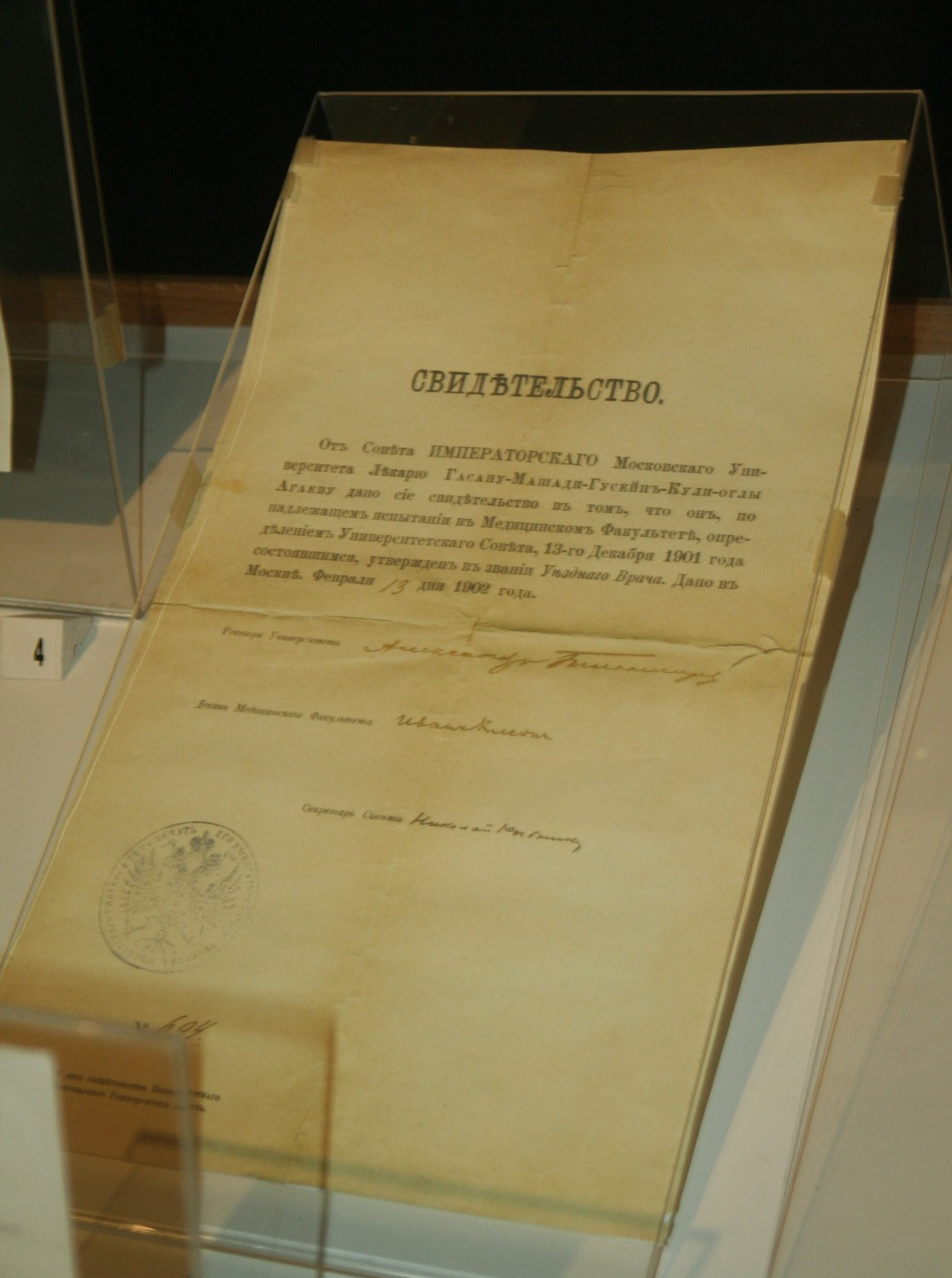
Свидетельство от 1902 года в том, что Гасан-бек Агаев утверждён в звании уездного врача
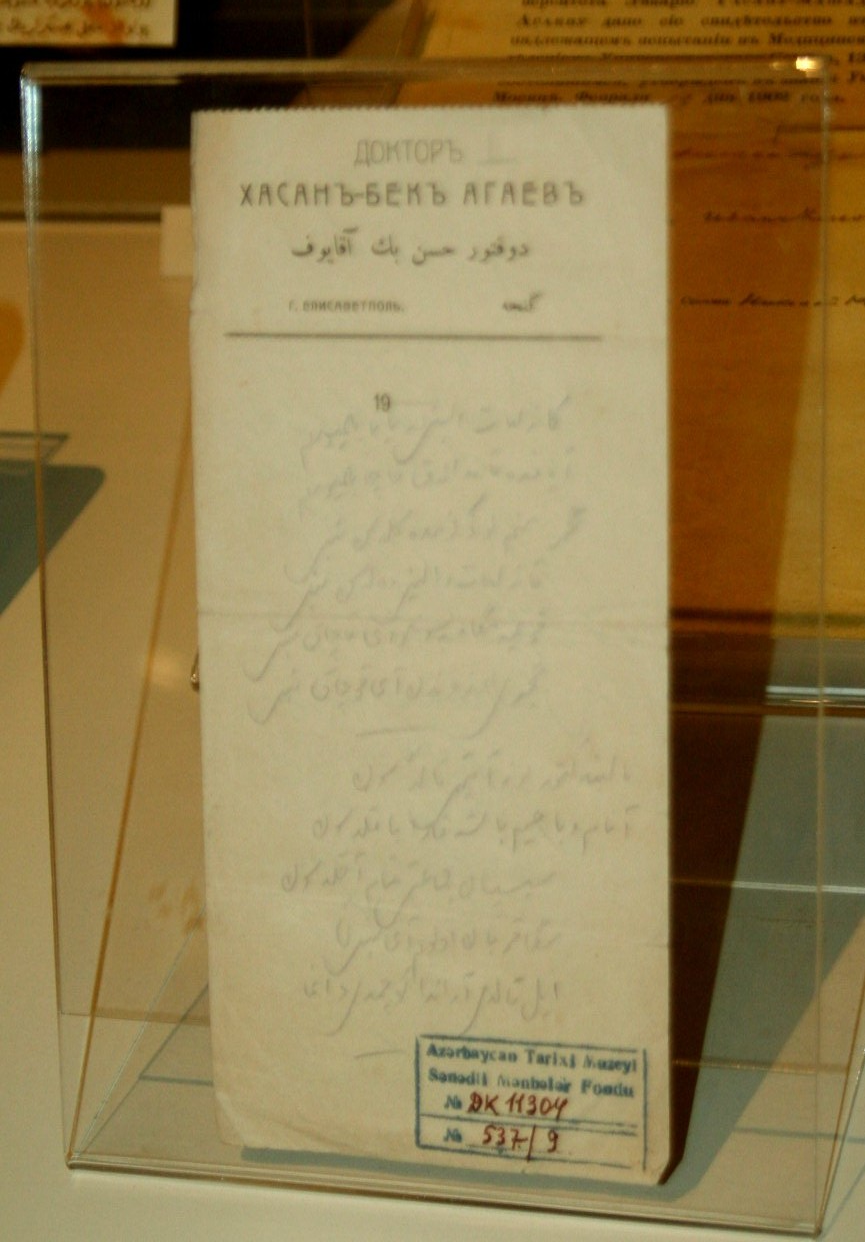
Рецепт, выписанный Агаевым
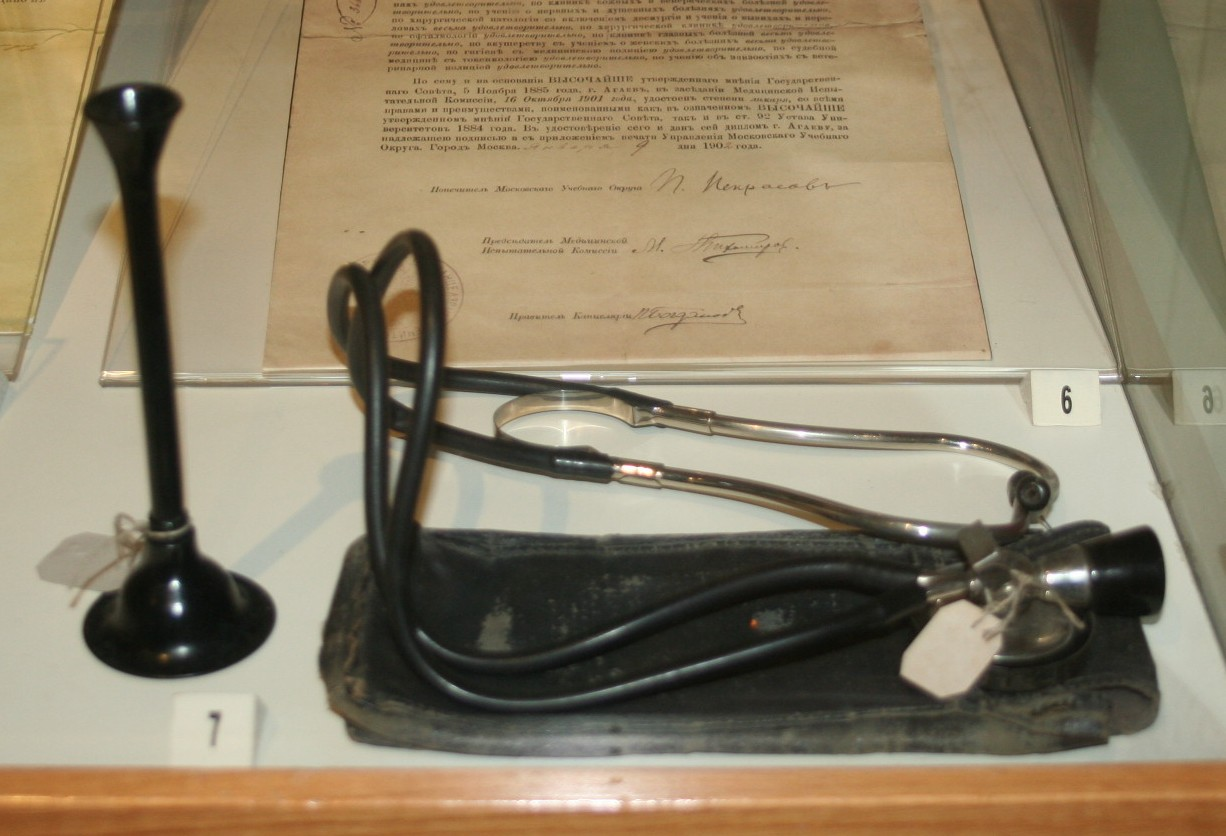
Медицинские инструменты Агаева